# 黝锡矿
黝锡矿（又称黄锡矿）是一種含硫、銅、鐵、錫的礦物，分子式為Cu
2FeSnS
4。它的要用途是用來煉錫和銅。黝錫礦中，錫佔了所有重量的28%，鐵13%，銅30% ，硫30%。它存在于热液脉型矿床，与黄铜矿，闪锌矿，黝铜矿，砷黄铁矿，黄铁矿，锡石和黑钨矿伴生。
黄锡矿于1797年首次发现与英格兰西南部康沃尔郡。

## 外部連結
- Webmineral（页面存档备份，存于）
- Mindat（页面存档备份，存于）